# Eriwonec
Eriwonec (Armewamese, Armewamex, Erinonec, Ermamex), jedno od malenih plemena ili podplemena Unalachtigo ili Unami Indijanaca, šira grupa Delaware, koji su u 17. stoljeću živjeli oko Old Man's Creeka u okrugu Salem ili Gloucester u New Jerseyu. Njihovo istoimeno selo Eriwonec (200 stanovnika 1648) nalazilo se na Old Man's Creeku u blizini Asomoche, i oko 5 milja niže od Rancocasa. Sultzman ih svrstava među Unamije a Swanton u Unalachtigo.